# 그렘린 2
《그렘린 2》(영어: Gremlins 2: The New Batch) 혹은 그렘린 2: 뉴욕 대소동은 1990년에 개봉한 미국의 판타지 코미디 공포 영화이다. 1984년작 《그렘린》의 속편이다.

## 줄거리
주인 윙 씨가 사망하면서 모과이 기즈모는 맨해튼 클램프 센터에 자리한 연구소 기니피그 신세가 된다.
다행히 기즈모는 마침 같은 건물에서 일하는 옛 주인 빌리, 그리고 빌리의 약혼자 케이트와 기쁨의 재회를 한다. 그러나 우연히 머리에 물을 맞은 기즈모의 몸에서 새로운 모과이들이 튀어나오고 만다.
그렘린이 된 이들은 빠르게 증식하는 한편 실험실 혈청을 써서 보다 강력하게 변화하여 건물 전체를 점거하고 시내로도 나가 시민들을 공격하기 시작한다.

## 출연

### 실물
- 잭 갤리건 - 빌리 펠처 역
- 피비 케이츠 - 케이트 베링거 역
- 존 글러버 - 대니얼 클램프 역
- 로버트 프로스키 - 할아버지 프레드 역
- 로버트 피카도 - 포스터 역
- 크리스토퍼 리 - 쿠싱 캐시터 박사 역
- 해빌런드 모리스 - 말라 블러드스톤 역
- 딕 밀러 - 머리 퍼터먼 역
- 게디 와타나베 - 카츠지 씨 역
- 키 루크 - 윙 씨 역
- 캐슬린 프리먼 - 전자레인지 마지 역
- 벌린다 벌래스키 - 영화관의 엄마 역
- 폴 바텔 - 영화관 매니저 역
- 케네스 토비 - 영화관 영사 기사 역
- 줄리아 스위니 - 페기 역
- 헐크 호건 - 본인 역
- 존 애스틴 - 청소부 역
- 헨리 깁슨 - 흡연으로 해고되는 직원 역
- 릭 두커먼 - 경비 역
- 조 단테이 - 텔레비전 쇼 연출가 역
- 딕 벗키스 - 본인 역
- 버바 스미스 - 본인 역
- 딘 노리스 - 영화 속 영화의 SWAT 역
- 레이먼드 크루즈 - 영화 속 영화의 배달부 역

### 목소리
- 하우이 맨델 - 기즈모 역
- 토니 랜들 - 똑똑한 그렘린 역
- 프랭크 웰커 - 모호크 역
- 제프 버그먼 - 벅스 버니, 대피 덕, 포키 피그 역
- 채드 에버렛 - 존 웨인 역

## 우리말 녹음
| MBC 성우진 (1993년 9월 29일) - 이인성 - 빌리(잭 갤리건) - 송도영 - 케이트(피비 케이츠) - 배한성 - 클램프(존 글러버) - 박기량 - 포스터(로버트 피카도) - 이영달 - 황일청 - 김은영 - 박소현 - 김기현 - 김태훈 - 홍승옥 - 김명수 - 이도련 - 권혁수 - 이종오 - 윤소라 - 이미자 - 이선주 - 이우신 - 이윤연 - 황윤걸 - 손원일 | SBS 성우진 (1997년 7월 11일) - 강수진 - 빌리(잭 갤리건) - 박영희 - 케이트(피비 케이츠) - 장정진 - 클램프(존 글러버) - 탁원제 - 프레드(로버트 프로스키) - 황일청 - 캐시터(크리스토퍼 리) - 황윤걸 - 포스터(로버트 피카도) - 문지현 - 말라(해빌런드 모리스) - 김태연 - 퍼터먼(딕 밀러) - 장혜선 - 부인(재키 조지프) - 이성 - 윙(키 루크) - 조동희 - 마틴(돈 스탠턴) - 서문석 - 루이스(댄 스탠턴) - 이영주 - 마지(캐슬린 프리먼) - 송연희 - 여행 가이드(페이지 해나) - 한호웅 - 카츠지(게디 와타나베) - 김일 - 똑똑한 그렘린(토니 랜들) |  |